# Brazeau (Wisconsin)
Brazeau – miasto w Stanach Zjednoczonych, w stanie Wisconsin, w hrabstwie Oconto.